# ولاگاما
ولاگاما (به لاتین: Welagama) یک منطقهٔ مسکونی در سری‌لانکا است که در استان مرکزی (سری‌لانکا) واقع شده‌است.